# Krępa (Basse-Silésie)
Pour les articles homonymes, voir Krępa.
Krępa est une localité polonaise de la gmina de Przemków, située dans le powiat de Polkowice en voïvodie de Basse-Silésie.